# Буревісник рапайський
Буревісник рапайський (Puffinus myrtae) — морський птах з родини буревісникових (Procellariidae).

## Поширення
Гніздиться лише на чотирьох крихітних острівцях навколо остропа Рапа-Іті (Французька Полінезія), з потенційною популяцією розмноження у внутрішніх частинах головного острова.

## Чисельність
У 1974 році чисельність популяції була оцінена в 265—380 пар (за винятком будь-яких потенційних птахів, що гніздяться на головному острові Рапа), але жодна особина не була виявлена під час обстежень у 1989 році. Огляд Моротірі у 2005 році не виявив жодної особини цього таксону, а відвідування Рапи в 2017 році виявило лише дуже невелику кількість особин (хоча це, ймовірно, не було під час сезону розмноження). У морі дослідники знаходять випадкові особини. Розмір популяції орієнтовно розміщується в діапазоні 50-249 статевозрілих особин.